# Spectromancer
Spectromancer là tựa game được hãng Apus Software và Three Donkeys LLC phát triển. Game được phát hành vào tháng 10 năm 2008. Các phần mở rộng League of Heroes, Truth & Beauty, và Gathering of Power được nâng cấp chứ không phải là một bản độc lập và được phát hành lần lượt vào năm 2010, 2011, và 2013.